# Instituto Valenciano de Arte Moderno
El Instituto Valenciano de Arte Moderno, IVAM (en valenciano Institut Valencià d'Art Modern) es una institución creada por la Ley 9/1986, de 30 de diciembre, cuyo objeto principal es «el desarrollo de la política cultural de la Generalidad Valenciana en cuanto concierne al conocimiento, tutela, fomento y difusión del arte moderno». 

## Historia
La Generalidad Valenciana trabajó en el proyecto desde mediados de la década de 1980, incluso antes de la construcción del edificio. A partir de 1986, el IVAM tomó forma con la designación de Tomás Llorens como primer director de la institución. El IVAM era en aquel momento el primer museo de arte moderno en España, y contaría con dos edificios: el principal en la calle Guillem de Castro y el Centre del Carme, activo hasta 2002. La base de la colección sería el fondo de Julio González, adquirida antes de la creación del museo.
En 1988 Carmen Alborch sustituye a Tomás Llorens, y se encargaría de inaugurar el Centro Julio González en febrero de 1989, siendo Vicente Todolí el director artístico de esta etapa. Las actividades se inician en 1989 en un marco cultural, social y político de gran significado para la historia de España, por el entusiasmo de la Transición Española a la Democracia y las nuevas formas de pensar. Las exposiciones se orientaban en dos ejes. El diálogo con los grandes artistas norteamericanos y europeos y las grandes figuras del arte español, y las líneas de la colección del IVAM donde la exposición sólo es una muestra del trabajo interpersonal.
Posteriormente fue director José Francisco Yvars, que se mantuvo desde 1993 hasta 1995. Ese año tomó el relevo como director gerente Juan Manuel Bonet, quien se hizo cargo hasta 2000. Kosme de Barañano tomó el relevo durante cuatro años para ser sustituido por Consuelo Ciscar en 2004. La Generalidad Valenciana destituyó a Ciscar tras su largo mandato en 2014, para luego ser imputada por los delitos de malversación, prevaricación y falsedad en sobrecostes. Tomó el relevo José Miguel García Cortés, director entre 2014 y 2020. Nuria Enguita ocupó el cargo de directora del IVAM desde el 18 de septiembre de 2020hasta el 21 de febrero de 2024, cuando presentó su dimisión ante lo que ella consideró "continuados ataques contra mi persona basados en información falseada" por parte de la Generalidad Valenciana. Blanca de la Torre ha iniciado su etapa de directora en abril de 2025 

## Edificio

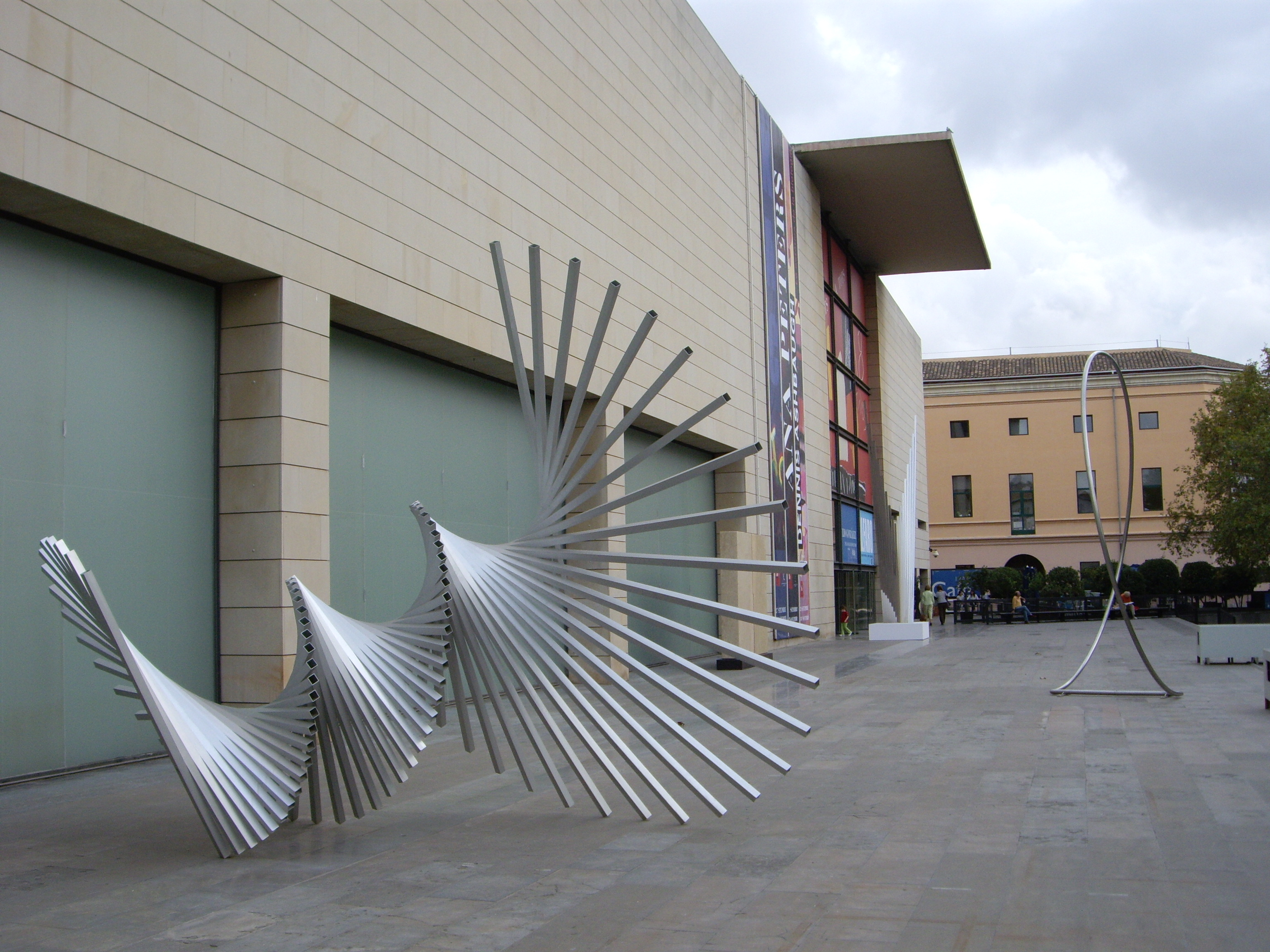
Fachada del museo en 2007, con intervención de Andreu Alfaro

La sede principal del IVAM se encuentra en el Centre Julio González, edificio de la calle Guillem de Castro. Este enclave tiene una estructura basada en la de la Dulwich Picture Gallery de Londres, primer centro de arte contemporáneo de Europa. Tiene espacios en forma de cubo, siguiendo la arquitectura racional.
El museo valenciano es obra de los arquitectos Emilio Giménez y Carles Salvadores, y cuenta con dos espacios para las exposiciones:
- Centro Julio González. Construido en 1989 alberga los fondos del museo y otras obras de carácter temporal. En 2001 amplió su espacio dedicado a la exposición con dos salas nuevas. El 60 % de su espacio se usa para albergar un total de siete galerías. Estas tienen un carácter museístico clásico.

- Sala de la Muralla. Se encuentra situada en el sótano del centro Julio González y fue inaugurada en 1991. Acoge los restos de una antigua muralla medieval construida en la segunda mitad del siglo XIV en la ciudad de Valencia y se dedicaba básicamente a exposiciones de fotografía y dibujo, y desde 2016 acoge la exposición permanente dedicada a Ignacio Pinazo Camarlench.[17]

Además, el museo cuenta desde 2018 con una sede en Alcoy, llamada IVAM Centre d'Art d'Alcoi, alojada en el antiguo edificio del Monte de Piedad y Caja de Ahorros de Alcoy. Se inauguró con una exposición dedicada a Eusebio Sempere. En 2023 se prevé la apertura de una nueva sede en el Parque Central de Valencia, ubicada en una de las naves de Demetrio Ribes. Entre 1989 y 2002 el Centre del Carme de Valencia estaba gestionado por el IVAM.

## Colección y exposiciones

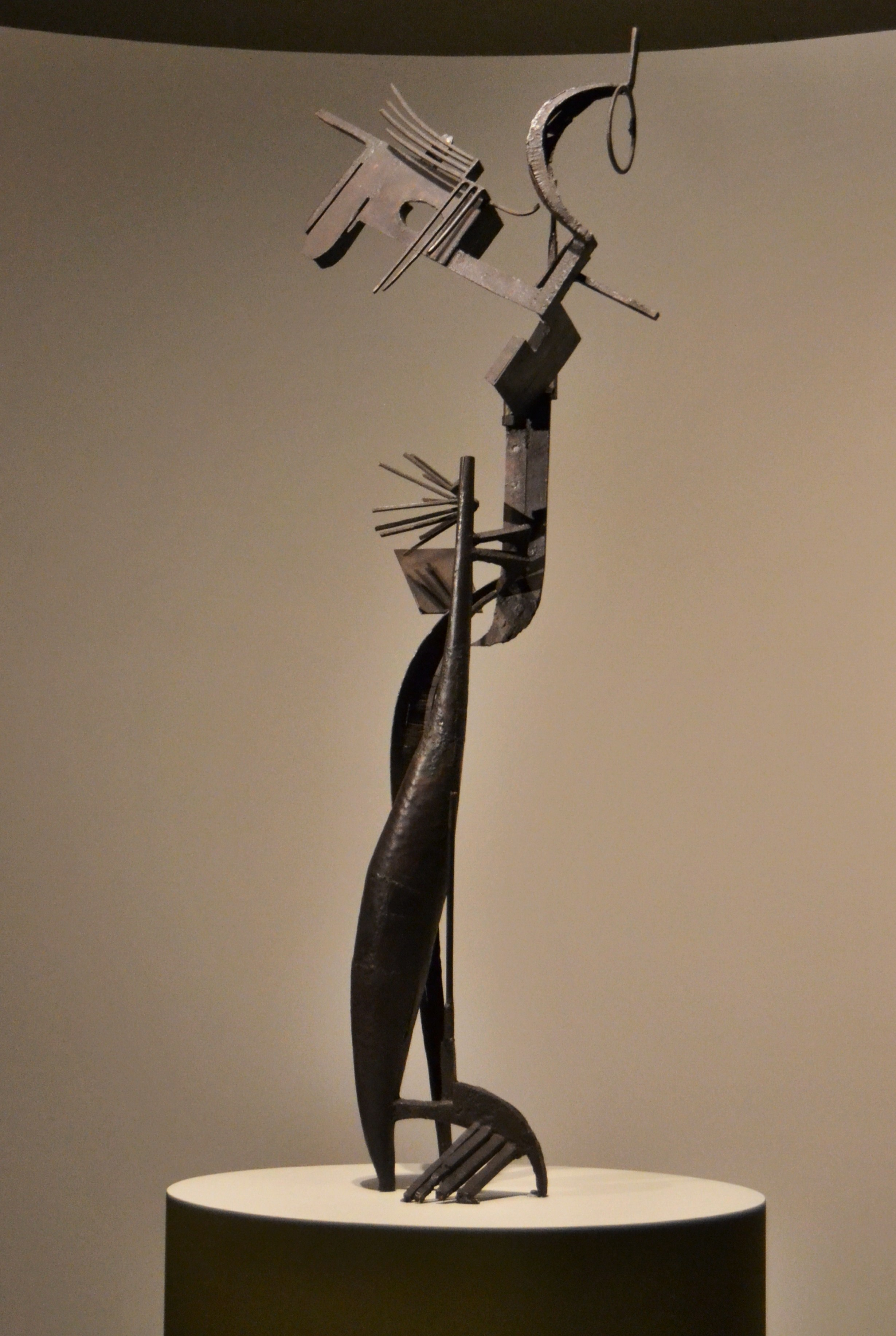
Mujer ante el espejo, Julio González, 1937

La colección del museo se expone de forma permanente en el Centro Julio González de la calle Guillem de Castro. Sus fondos constan de unas 11.322 obras que ilustran las manifestaciones artísticas básicas del arte del siglo XX. 
Tiene una colección permanente que constituye el epicentro del museo. Desde su proyecto fundacional el IVAM contempla el arte moderno desde una perspectiva histórica. La adquisición de las obras se ha orientado por nociones restrictivas en torno a la representatividad, calidad, significado histórico y particularidad de las mismas.
Está formada por unos ejes conceptuales e históricos que cubren desde las vanguardias históricas de la primera mitad del siglo XX y que prosiguen en la segunda mitad del mismo. Destacan los nombres de Julio González y Ignacio Pinazo como dos ejes del museo y dos nombres fundamentales del arte moderno español.
La colección está formada por las siguientes secciones:

#### Julio González
La colección está formada por casi 400 obras del artista conocido como "el maestro del hierro" que incluyen esculturas, dibujos, pinturas y orfebrería. La mayor colección de este importante artista incluye algunas de sus mejores obras: Los enamorados, Mujer ante el espejo, Daphne, Cabeza ante el espejo, Mujer reclinada leyendo, La cabellera, Mano izquierda levantada, Hombre catus bailando, Desnudo sentado de espaldas y Señor cactus. Las obras incluyen todas las épocas, períodos y estilos del escultor; con obras de los años 20, 30 (sus años más prolíficos), y 40 (su madurez artística).

#### Ignacio Pinazo
El museo cuenta con un amplio fondo de obras del pintor impresionista valenciano (más de 100 cuadros y 600 dibujos), de Sorolla. Entre las obras destacadas del pintor en el museo se encuentran: Toldos, El corral de la casa de Marco,, Grupo de gente, En la puerta del estudio, Almendros en flor, Anochecer en la escollera (considerada su obra maestra). La colección incluye obras sobre papel (acuarelas, dibujos...) y pinturas que cubren todos los estilos del pintor, desde la década de 1860 hasta el nuevo siglo.
Es junto a Joaquín Sorolla, el artista fundamental del arte moderno valenciano a principios del siglo XX.

#### Arte delsigloXX

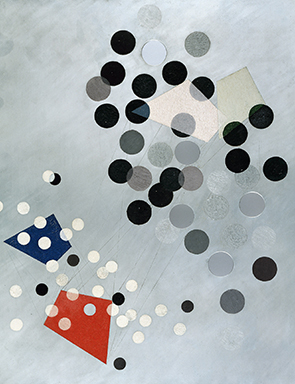
Konstruktion AL6, de László Moholy-Nagy

El fondo de vanguardias históricas es uno de los más relevantes reunidos en España, con autores internacionales como Jean Arp, Alexander Calder, Paul Klee, Francis Picabia, Frantisek Kupka, Robert Delaunay, Lucio Fontana...
También las diversas tendencias y lenguajes surgidos a partir de los años 70 tienen su presencia en el museo, con una relevante presencia del pop art y de la neofiguración tanto española (Equipo Crónica, Eduardo Arroyo, Joan Castejón...) como internacional (Robert Rauschenberg, Valerio Adami).
Los fondos dedicados al diseño gráfico, el fotomontaje y la fotografía de los grandes maestros del siglo XX ocupan un lugar importante en la colección de la pinacoteca puesto que el museo dispone de más de 2000 piezas: desde ejemplos de Constantin Brancusi, Man Ray, Robert Capa y Brassai, hasta Josep Renau y autores actuales como Joan Fontcuberta.

#### Abstracción analítica
El IVAM posee una de las colecciones más singulares de España sobre las vanguardias. La abstracción analítica incluye las vanguardias artísticas rusas, con Naum Gabo, Nicolas Pesvner, El Lissitzky, Dziga Vertov y Gustav Klucis, y autores de otros países de Europa, como Frantisek Kupka, László Moholy Nagy, László Péri, Otto Freundlich, Georges Vantogerloo o Jean Hélion. Incluye a autores españoles como Equipo 57, Pablo Palazuelo y Joaquín Torres García, y valencianos como Andreu Alfaro, Eusebio Sempere o José Mª Yturralde.

#### Gestualidad informalista
Incluye a los artistas españoles Antoni Tàpies, Antonio Saura, Manuel Miralles y Eduardo Chillida, y a pintores internacionales como Lee Krasner, Franz Kline, Hans Hofmann, Ad Reinhardt, Pierre Soulages, Adolph Gottlieb, Karel Appel, Arnulf Rainer, Per Kirkeby y los artistas valencianos del Grupo Parpalló: Manolo Gil, Monjalés, Doro Balaguer y Salvador Soria.

#### Cartografías urbanas
Estructura tanto las obras del museo desde el inicio de la Modernidad hasta la actualidad, y profundiza en los artistas actuales que trabajan el tema del espacio urbano. Se incluye a César Domela, Paul Citroen, George Grosz, Horacio Coppola, William Klein, Lee Friedlander, Gordon Matta Clark, Guillermo Kuitca, Gabriele Basilico, Hannsjörg Voth, Marjetica Potrc o el valenciano Miquel Navarro.

#### Contemporaneidades 1980-2010
Son un conjunto de artistas que trabajan con dispositivos tecnológicos y analizan como la revolución digital es un hecho presente en nuestra vida cotidiana y altera nuestra relación con el mundo y la forma con que nos abrimos hacia las nuevas creaciones en Internet. Incluye a pioneros como Dara Birnbaum, Gary Hill y Antoni Muntadas, hasta Joan Fontcuberta, Dionisio González, José Antonio Orts.

#### Poéticas Oníricas y Dadá
Incluye obras en papel, collage y fotografía. Destacan Kurt Schwitters, Raoul Hausmann, Marcel Duchamp, Man Ray, André Kertész, Óscar Domínguez, Benjamín Palencia, Grete Stern. Hay un conjunto de artistas contemporáneos vinculados pero con otras formulaciones estéticas, como Henri Michaux, Luis Gordillo, Fischli Weiss o los valencianos Vicente Martínez Sanz y Carmen Calvo.

#### La realidad y sus crónicas
Son un amplio conjunto de artistas con una mirada irónica y crítica con la realidad. Este eje de la colección se inicia en los años treinta con los fotomontajes de John Heartfield, George Grosz o del valenciano Josep Renau. Continua con las obras de los años sesenta y setenta del Pop Art europeo y americano de Richard Hamilton, Öyvind Fahlström, Sigmar Polke, Martial Raysse o James Rosenquist; las aportaciones españolas de Eduardo Arroyo y la figuración madrileña así como la contribución del arte valenciano con el Equipo Realidad, Equipo Crónica, Anzo o Juan Genovés. Este eje se extiende para incluir la Nueva Escuela Valenciana del Cómic, con Daniel Torres y Paco Roca.

#### Mitologías individuales
Recoge la multiplicidad de artistas difíciles de clasificar como: Robert Frank, Bruce Nauman, Christian Boltanski, Cindy Sherman, James Lee Byars, Juan Muñoz y Cristina Iglesias.

### Exposiciones temporales
En las exposiciones temporales conviven los diferentes lenguajes artísticos como manifestaciones de ideas, de emociones y poéticas de unos artistas que eligen su mejor manera de expresarse. Se observa y entrelaza lo moderno y lo contemporáneo. Se complementa lo global y lo local para ayudarnos a comprender mejor un cada vez más complejo mundo del arte. Las exposiciones temporales mantienen relaciones fluidas con las de la colección permanente para crear sensaciones y experiencias comunes.

## Biblioteca del IVAM
La finalidad de la Biblioteca del IVAM es el apoyo documental a todas las actividades del museo y contribuir a la difusión del arte moderno poniendo a disposición de estudiosos e investigadores sus instalaciones y sus fondos. Es un servicio de acceso libre y gratuito.
Tiene una colección de 50.400 documentos, distribuidos en dos espacios, el Depósito y la Sala de Lectura, y una capacidad de 26 usuarios.